# UN-GO
《UN-GO》是由動畫公司BONES製作的日本動畫作品，改編自日本小說家坂口安吾的偵探小說《明治開化 安吾捕物帖》、《復員殺人事件》等作，故事背景移置近代未來。另有一作為前傳的劇場版《UN-GO episode:0 因果論 》。登場人物雖然大多引用原作小說內角色，但角色本身設計多為製作組重新設定，其內容跟原作差距甚大，可視為使用同一個世界觀的原創動畫作品。

## 故事介紹
戰後，日本國內政府及財政動盪不安、人心惶惶，偵探職業正值沒落，被稱為「無冠之王」的海勝麟六，掌握有海量的通訊設備與情報，並且可以迅速的整理龐大的訊息作出推理分析，僅憑此就解決了相當數量的難題事件。
以「最後的名偵探」自稱的結城新十郎與其助手因果，實際上挖掘出了事件的真相，事後海勝麟六卻以顧全大局為考慮發表不同的結論，世人以此嘲諷新十郎為「戰敗偵探」。而此同時，各式各樣的事件正在這時局不安的社會接連不斷發生，結城新十郎與因果將挑戰並解決這些曲折又奇妙的事件。

## 登場人物

### 主要人物
結城新十郎（聲：勝地涼）
自稱「最後的名偵探」，雖然屢次解決懸案，但是其光芒被掌握海量政府資源的海勝麟六掩蓋，而被外界諷為「戰敗偵探」。
雖然如此，他本人卻不甚在意，只要真相得以伸張，他並不會太在乎其他的問題。
數年前曾被捲入過一次足以致死的案件，但被倉田由子所救，倉田後來死亡，其身體則成了因果的容器。
原型為原作中的紳士偵探「結城新十郎」。
前傳劇場版中提到結城新十郎並非他的本名。
因果（聲：豐崎愛生）
新十郎的助手，平常狀態是一個約十多歲的孩子外貌，性格任性。
非人的存在，使用力量時會恢復原本的成年女性外貌。擁有控制靈魂的能力，被他提問的人一定會據實回答，但是僅此一問。
對御魂十分飢渴，維持小孩的型態實際上是新十郎對她的一種制約，以避免無限吞噬御魂。
劇場版中，其佔據之肉體原屬於名為「倉田由子」的普通女性。
原型為原作中的人氣小說作家「花廼屋因果」。
佐佐風守/R.A.I.（聲：松本真理香）
禁忌的人工智慧生命體‧R.A.I.最後存在的個體，也是第一個被製造者佐佐駒守製作出來的生命體。
一開始被駒守以養子的身分帶入佐佐家，在駒守假死後掌控佐佐集團，被駒守當做傀儡代理人。
在任何有電子系統的的地方都能存在，不過主程式必須有一個實體晶片存放。
駒守假死曝光時被當成代罪羔羊拋棄，在駒守遭逮捕後選擇跟從新十郎成為其助手。
海勝麟六（聲：三木眞一郎）
通信公司「JJ系統」社長，通稱「無冠之王」，在政界、財界擁有廣大的人脈。
壟斷了戰後通信基礎設施的所有相關技術，掌控著海量的資源。檢察署與警視署的情報分析顧問，為政府進行網路管控的工作。
本身也是偵探，邏輯清晰，能迅速的整理龐大的訊息作出推理，深受虎山檢察官信任。
其推理常與新十郎相左，但最後多半都是新十郎勝出。
因為替政府工作而必須掩蓋許多醜陋的真相，但是也常利用職權對受害者另外做出補償，與新十郎算是亦敵亦友的關係。
原型為隱居在赤坂冰川的「勝海舟」
海勝梨江（聲：山本希望）
麟六的獨生女，由於其母在她三歲的時候就過世了，因此麟六對她十分寵愛。
雖然生在富裕家庭，但是對家事十分拿手，好奇心旺盛。興趣是騎馬。
典型的大小姐個性，但是並不是死不認錯的任性女孩，擁有遺傳自其父的細緻思維與推理能力，常代理其父觀察現場。
與新十郎多次交手後愛上了對方，但是因為兩人都是彆扭的性格而沒有說出口。
原型為原作中“舞會殺人事件”的加納五兵衛之女「梨江」
虎山泉（聲：本田貴子）
檢察署聯合調整部檢察官。
個性嚴肅認真，不過並非完全不懂變通，可以容忍無傷大雅的違規行為。
非常信任海勝麟六的推理，原本對結城新十郎非常厭惡，但是在多次交手之後漸漸有了改觀。
原型為原作中神樂坂的劍道家「泉山虎之助」
速水星玄（聲：入野自由）
警視署警備局課長，因為工作關係參與了各式各樣的事件。十分尊敬虎山檢察官。
第七話開始被別天王附身，为了获得虎山泉如尊重海勝麟六的对待，被別天王的力量引誘墮落，一手策畫了殺害海勝麟六的一連串事件。
最終話時計畫被新十郎識破，別天王遭因果吞噬，自己也被逮捕。
原型為原作中“舞會殺人事件”的警視總監「速水星玄」
海勝家女僕長（聲：折笠富美子）
海勝家女僕長，本名不詳。
總是以自己獨特的步調做事，對自小喪母的梨江來將來說是類似母親的特殊存在。
極少說話，但是麟六十分重視她的意見。
別天王
擁有強大的幻術與催眠術，能操縱語言的力量（即言靈），是跟因果類似的存在。
初登場是在第六話，附身在自稱‧小說家身上，新十郎在風守協助下破解幻術，解決事件後趁隙轉附身到速水星玄身上，並用力量引誘速水墮落。
最終話速水被識破後遭因果吞噬。

### 各事件登場人物

#### 加納信實遭殺害事件
納信實（聲：有本欽隆）
綜合商社納集團企業社社長。因為被懷疑支援不法活動而遭到搜查。在派對上被妻子敦子所殺。
原型為原作中有政治背景的商人“加納五兵衛”。
納敦子（聲：桑島法子）
信實之妻。把丈夫視為英雄，為了讓遭到搜查而被汙名化的丈夫能以英雄的身分永存而親手將丈夫殺害。
原型為原作中五兵衛之妻“溫子”
小野一刀（聲：河野智之）
自由國民黨議員。與加納有利害關係。
神田政彥（聲：小形満）
國際貨幣銀行日本支部部長。與加納有利害關係。
寺田涼子（聲：尾崎麗奈）
警視廳派給信實的保鑣，因為敦子需要假冒她的身分而將其射殺，並被布置成殺死信實後自殺的樣子。

#### 長田久子被殺、屍體遭遺棄事件
長田久子（聲：松澤千晶）
被害者、橫濱的知名投資家。“夜長姫3+1”所屬事務所社長之母。
在自宅遭到女兒安殺害，屍體裝進行李箱後被喬裝的安強託給門衛，然後由一樣被安騙來的計程車司機領走送往東品川的飯店，途中因司機貪圖財貨而打開行李箱才被發現。
原型為原作中的海外貿易商中橋英太郎之妻“久”
長田安（聲：安野希世乃）
久子之女，委託新十郎調查長田久子案件的委託人。
志向是成為歌手，但是因為其聲音在戰時被久子利用成為“夜長姫3+1”中並不存在的團員“愛理”的聲音，“夜長姫3+1”遭封鎖解散後，久子擔心事情敗露而極力反對安發片，動用一切手段阻止安，長期被壓抑的安在爆發後將久子殺害並棄屍。
原型為原作中的中橋家女僕“長田野洲”
愛理
“夜長姫3+1”中的+1，也就是缺少的一人。
對外的說法是夜長姫姬本來是4人團體，但是其中一人在出道前遇到東京首次的恐怖攻擊事件“1223”而喪生，所以才稱為“3+1”。
但實際上這些故事都是久子捏造的，目地是為了能短時間衝高人氣，愛理根本不存在，畫面中喪生的人只是路人，聲音則是用安的聲音替代。
中橋澄香（聲：安濟知佳）
原“夜長姫3+1”成員。夜長姫解散後曾想單飛發片，但是遭久子動用演藝界關係阻止，從此自暴自棄，足不出戶。
中橋英太郎（聲：大畑伸太郎）
澄香之兄。
常實公美（聲：加藤英美里）
原“夜長姫3+1”成員，擁有男性般英氣的外貌。夜長姫解散後靠勒索久子的錢維生。
梅澤夢乃（聲：牧野由依）
原“夜長姫3+1”成員。與公美相同，在夜長姫解散後靠勒索久子的錢維生。
荒巻敏司
餐廳經營者、久子的情人，女裝癖。
長田久子事件的兇手嫌疑人，在久子死訊傳開後失蹤，最後被發現穿著女裝自殺，警方判斷是受不了久子的死而殉情。
小田山新（聲：樋口智透）
意圖以虛擬人聲的名義重新幫“夜長姫3+1”包裝並發售的地下軟體業者，但是計劃洩漏而被新情報擴散防止法強行終止。
為新十郎提供了不少有用的情報，在事件結束後仍持續進行違法上傳的作業。

#### 佐佐風守自焚事件
佐佐風守（聲：松本真理香）

佐佐駒守（聲：最上嗣生）
佐佐家前代家主，人工智慧R.A.I.（REAL AI）的開發者。
因為在與人接觸的時候容易臉紅而習慣戴著奇怪的套頭式面具，七年前新情報擴散防止法實行時遭警方強制搜查，在警方衝進家門之前引爆了研究室自殺。
實際上是藉機假死，警方找到的屍體其是主治醫生“多久英信”，因為屍體被炸得太碎且皆被燒焦無法辨識比對，只能用隨身物品判定身分而讓駒守假死成功。
駒守假死後便隱居在研究室下的秘密地下室裡繼續進行研究，日常所需則靠風守取得。
對於R.A.I.被用於軍事用途感到憤怒，但是自己也只是把他們當作道具，甚至還想把殺人罪全部堆到風守身上。
被聯合調整部帶走後隱藏，他以新的身分在聯合國中進行研究。
原型為原作中的“多久駒守”
佐佐光子（聲：椎名碧流）
駒守之女，因為對風守自焚身亡抱持著疑問而找來好友梨江協助。
原型為原作中的“多久光子”
佐佐糸路（聲：松岡洋子）
駒守之妻，在駒守假死後意外發現風守的真實身份，並利用這點為自己牟利。
原型為原作中的“多久糸路”
佐佐文彥（聲：渡邊久美子）
駒守之子，在風守死後成為家族第一順位繼承人。
原型為原作中的“多久文彥”
佐佐木彥（聲：星野貴紀）
駒守之弟，風守的叔父。雖說風守是名義上的總裁，但實際控制公司的人是木彥。
與嫂嫂糸路相同，在駒守假死後意外發現風守的真實身份，並利用這點為自己牟利。
多久英信（聲：田中正彦）
風守的主治醫師，糸路等人認為是修理風守的技師。
實際上早在七年就就被駒守做為替身燒死，後來出現的“多久英信”實為駒守製作的另一具R.A.I.偽裝的。

#### 日輪會反對派成員遭殺害事件
島田白朗（聲：田中正彦）
政治團體“日輪會”創辦人，璽郎之父，島田白朗紀念館所有者。
本為作家的前眾議院議員，戰後主張恢復徵兵制並積極奔走演說。
事件當時被兒子璽郎以安眠藥昏迷。事件後其隱藏在戰車內的貪污金條被新十郎揪出，遭國稅署與檢察署聯合調整部強制搜查。
原型為原作中的武術家“島田幾之進”
島田璽郎（聲：古谷徹）
白朗之子，知名演員。
炸彈事件發生後成為父親的對外發言人，因為想洗刷父親貪污的謠言而拜託葉子協助五味與三久潛入紀念館調查。
原型為原作中的“島田三次郎”。
平戶葉子（聲：寺崎裕香）
璽朗的朋友，雕刻家。
因為答應璽朗協助五味與三久潛入紀念館而將預定搬入紀念館的雕像底部做成中空，不過卻借故灌醉兩人後再將他們殺害並塞入雕像。
目地是為了藉白朗在看到屍體那一瞬間因為不安而下意識確認金塊否安全的舉動來找出金塊。
山本定信（聲：三宅健太）
前“日輪會”的保安主任，白朗的貼身保鑣。因為不滿白朗侵吞本該分給爆炸事件三位犧牲者的捐款而叛出日輪會。
聯合其他對白朗不滿的人組成了日輪會反對派，除了在各種場合進行抗議活動，也積極收集白朗不法的證據。
大坪鐵矢（聲：野島裕矢）
“日輪會”委員，白朗現任的貼身保鑣與保安主任。
原型為原作中“島田幾之進”的弟子“大坪鐵馬”。
鈴木達
“日輪會”在炸彈事件中犧牲的三人的其中一人。
對外的說法是因為顧及群眾安危，當人擔任白朗保鑣三人自願將裝著炸彈的小貨車開離大樓，最後炸彈在馬路上爆炸，三人身亡但沒有傷及無辜。
白朗抓住機會將三人塑造成大無私的英雄並藉機提升“日輪會”的聲望。
實際上只是白朗擔心自己的安危而強迫三人開走炸彈小貨車，家人被威脅的三人只好被迫犧牲。
五味亂忘 & 三久休次郎
前“日輪會”保鑣，山本的部下，隨山本叛出日輪會。
原奉山本的命令準備潛入紀念館調查金塊的下落，但在潛入前夜遭葉子灌醉並刺殺，屍體被塞進雕像底座的的空洞中。
原型為原作中的“三休”與“五忘”。

#### 矢島家子女失蹤事件
小說家（聲：梶裕貴）
第六話登場，自稱‧小說家，本名不詳。
民營監獄“東關東社會恢復計畫中心”的犯人，別天王的附身載體。
在監獄中交給矢島疑似海勝麟六所有的書籍與用矢島自己專用的原稿紙寫的不明紙條，目地是為了引來新十郎與因果。
矢島（聲：藤原啓治）
社會評論家，麟六學生時代的至交。
因為在戰時的言論違反了新情報擴散防止法而在戰後被關進民營監獄“東關東社會恢復計畫中心”，後因為胃病惡化提前獲得釋放。
原型為原作中的“矢島”。
矢島鷹子（聲：恒松步）
矢島之妻，麟六的學妹。矢島被關押時因為兩個孩子失蹤兒四處尋找，後被捲入恐怖攻擊而雙眼失明。
實際上是丈夫被收監後精神不穩，出現放棄育兒的傾向，一對子女被麟六與虎山送走安置後誤認子女失蹤，自責之下才自毀雙眼。
原型為原作中的“鷹子”。
矢島秋夫（聲：鳥羽月子）
1年前失蹤的矢島夫婦之子，和子之兄。
與妹妹和子用父親的藏書玩暗號遊戲，之後兩人被意外困在回收廠的汽車殘骸內，直到在舊書店意外收購到矢島藏書的麟六發現了暗號才將兩人救出，確認鷹子已經出現放棄育兒傾向後便交由虎山安置在收容機構中待矢島出獄。
原型為原作中的“秋夫”。
矢島和子（聲：佐藤惠）
1年前失蹤的矢島夫婦之子，秋夫之妹。
原型為原作中的“和子”。

#### 電影《白癡的我們》導演三高吉太郎遭殺害事件
即民營監獄“東關東社會恢復計畫中心”獄警三高吉太郎遭殺害事件，缘由是自稱‧小說家使用別天王的力量創造出來的虛構電影場景，新十郎被設定為攝影師、梨江設定成警視署的大小姐刑警、虎山則被設定為梨江的女僕。實際上是小說家用幻術控制了獄方人員，竄改記錄將新十郎收監，目的是為了引來因果。
三高吉太郎（聲：ふくまつ進紗）
幻覺世界是電影《白癡的我們》導演，為人暴躁易怒，稍有不順心便會暴力相向。
攝影其間疑似遭道具電車壓成三截身亡。
現實世界是民營監獄“東關東社會恢復計畫中心”獄警，戰時曾加入過反政府團體，但是僥倖逃脫未被查出。
在擔任獄警時發現曾同屬一個團體的伊澤入獄，為了隱藏自己的過去而強迫伊澤逃獄，最後被因幻術而精神錯亂的伊澤以防暴閘門切成三截殺害。
伊澤紗代（聲：壽美菜子）
幻覺世界是電影《白癡的我們》的三位女主角之一。
現實世界是民營監獄“東關東社會恢復計畫中心”的人犯。在戰時本來只是一位育有1子的平凡母親，受友人引誘而加入反政府團體，參與了針對總理的炸彈刺殺案件，事件後被依違反戰時特別措施法‧爆裂物取締條例逮捕。
獄中受原屬同一團體但未被逮捕的三高強迫逃獄，因為幻術而精神錯亂之下用防暴閘門將三高切成三截殺害。
谷村素子（聲：高垣彩陽）
幻覺世界是電影《白癡的我們》的三位女主角之一。現實世界是民營監獄“東關東社會恢復計畫中心”的人犯。
在戰時因為好玩向政府通報了假的情報而被視為情報犯罪者逮捕。
矢田壽美惠（聲：豊崎愛生）
幻覺世界是電影《白癡的我們》的三位女主角之一。現實世界是民營監獄“東關東社會恢復計畫中心”的人犯。
在戰時因為心理不安而與無數男子濫交，戰後繼續賣淫而被視為性犯罪者逮捕。
岡本寒吉（聲：松本保典）
民營監獄“東關東社會恢復計畫中心”警備主任。
並未被捲入幻覺世界，風守透過其轉交的特製手銬將新十郎從幻術中喚醒。

#### 電視台爆炸事件與海勝鄰六自殺事件
倉滿美音（聲：國府田麻理子）
新入国会一年的国会议员，传召麟六到国会关于太阳能发电系统可作军用用途的问话。
以JJ集团拥有可以转化为微波武器的太阳能发电系统和协助联合调整部提供修改文件访问日期后门程序来消除JJ集团对政府的垄断行为，为自己争取太阳能发电资源国有化的政治筹码。
被拥有别天王的速水利用来对付麟六。
元山南（聲：大川透）
播放「现场彻底大讨论」的电视台的制作人
AD（聲：村上裕哉）
元山南的部下。在之后海勝麟六自杀事件中被麟六伪装来帮助结城新十郎识破速水的阴谋。
不破重次郎（聲：寺杣昌紀）
推进太阳光发电的企业家，与麟六的企业有竞争关系。在电视台爆炸中受到重伤。
水野左近（聲：絕川仁）
公共保安队的队长，与仓满美音是同届大学同学，与美音密谋暗杀鄰六。
三原保太郎（聲：木村良平）
公共保安队的队员，左近的属下，帮助麟六伪装爆炸自杀。
圆环（Full Circle）
以JJ集团为目标，不断在网路上暴露集团会计訊息和麟六的私人訊息的駭客集團。真实身份为左近和美音。

#### 宗教团体「别天王会」教徒杀害事件
本作的前傳，新十郎與因果相遇的事件，以劇場版的形式放映。
世良田蒔郎（声：川島得愛）
N.P.O.（国际非营利组织）「战场高歌会」邀请的旅行公司当地导游。和新十郎是初中和高中时期朋友与游泳活动成员。
曾经是自卫队候补军官，表面上在战前一次交通事故身亡，实际上受自卫军秘密任务将非营利组织成员帶到战区送死，讓自卫队得以取得對外作战的藉口。
在新十郎遇上因果的事故中，以类似的方式遇到言灵别天王，带着别天王，利用别天王的言灵能力伪装成大野妙心回国并创建了宗教团体「别天王会」，利用言灵能力制造了「战场高歌会」成员在海外被反政府武装所杀等幻象，自称为拥有神，最后被新十郎识破，由于害死牧田，在言灵能力下被速水射杀。
倉田由子（声：户松遥）
「战场高歌会」的成员，新十郎在国外流浪时遇到的一名女性，在一次意外中，新十郎被因果操纵吞食御魂时为了不希望给人知道自己的秘密而自杀，而被因果占用了身体。
大野妙心（声：諏訪部順一）
「战场高歌会」的成员，在新十郎被因果操控时吞食了御魂而死亡。
山賀達也（声：内山昂輝）
「战场高歌会」的成员，在演唱中负责弹吉他伴奏，在新十郎被因果操控时吞食了御魂而死亡。
安田紅美（声：嶋村侑）
「战场高歌会」的成员，在新十郎被因果操控时吞食了御魂而死亡。
佐分利泰男（声：浜田賢二）
「战场高歌会」的成员，在新十郎被因果操控时吞食了御魂而死亡。
牧田（声：高口公介）
原潜入「别天王会」调查教徒被杀事件的警察，但见到教徒离奇被杀后，辞掉警察职位成为了教徒。后来被世良田蒔郎通过言灵伪装为“大野”被杀。

## 用語
- 结城侦探事务所

结城新十郎的侦探事务所。
- 日本正义网络集团企业（JAPAN JUSTICE NETWORK SYSTEM HOLDINGS）

简称JJ系统集团，由海胜麟六创立的企业，以在战后垄断日本的通信基础而著名。
- 检察厅联合调整部

虎山泉所属的部门，在战后日本面对各国压力而建立的特殊部门，拥有独立的行政执行权力。
- 御魂

据因果所说，来自人心中真实的想法的呐喊。在作品中以紫蝶来表现，因果以此为食。
失去一小部分御魂並不會對人體造成太大影響，只會稍微虛弱一段時間。但是如果喪失過多就會死亡。

## 製作團隊
- 原案 - 坂口安吾《明治開化 安吾捕物帖》
- 監督 - 水島精二
- 故事・脚本 - 會川昇
- 角色設定 - pako、高河弓
- 角色設計・總作畫監督 - 稲留和美、矢崎優子、やぐちひろこ
- 美術設計 - 宮本崇、脇威志
- 背景設計 - 宮本崇、石垣純哉、柳瀬敬之
- 美術監督 - 脇威志
- 色彩設計 - 中山しほ子
- 攝影監督 - 佐々木康太
- 編輯 - 吉武将人
- 音樂監督 - 三間雅文
- 音樂 - NARASAKI
- 動畫製作 - BONES
- 製作 - 《UN-GO》製作委員会（富士電視台、東宝、日本索尼音樂娛樂、電通、BONES）

## 主題曲
Opening《How to go》
作詞 - 内村友美、江口亮
作曲 - School Food Punishment、江口亮
編曲 - 江口亮
歌 - School Food Punishment
Ending《Fantasy》
作詞・作曲・歌 - LAMA

## 各話列表
| 話數   | 日文標題             | 中文標題         | 腳本   | 分鏡              | 演出     | 作畫監督                                         | 原案                                                                   |
| ------ | -------------------- | ---------------- | ------ | ----------------- | -------- | ------------------------------------------------ | ---------------------------------------------------------------------- |
| 第1話  | 舞踏会の殺人         | 化妝舞會殺人事件 | 會川昇 | 水島精二          | 浅井義之 | 矢崎優子                                         | 坂口安吾《明治開化 安吾捕物帖 "舞踏会殺人事件"》                       |
| 第2話  | 無情のうた           | 無情之歌         | 會川昇 | 水島精二          | 末田宣史 | 堀川耕一                                         | 坂口安吾《明治開化 安吾捕物帖 "ああ無情"》                             |
| 第3話  | 覆面屋敷             | 蒙面宅邸         | 會川昇 | 木村隆一          | 木村隆一 | 小平佳幸                                         | 坂口安吾《明治開化 安吾捕物帖 "万引一家"、"覆面屋敷"》                 |
| 第4話  | 素顔の家             | 素顏之家         | 會川昇 | 三條なみみ        | 京極尚彦 | 只野和子                                         | 坂口安吾《明治開化 安吾捕物帖 "万引一家"、"覆面屋敷"》                 |
| 第5話  | 幻の像               | 幻之像           | 會川昇 | 木村隆一          | 木村隆一 | 菅野宏紀、武本大介                               | 坂口安吾《明治開化 安吾捕物帖 "幻の塔"》                               |
| 第6話  | あまりにも簡単な暗号 | 顯而易懂的暗號   | 會川昇 | 五十嵐卓哉        | 中村里美 | 出雲誉明、小森高博                               | 坂口安吾《アンゴウ》                                                   |
| 第7話  | ハクチユウム         | 白日夢           | 會川昇 | 増井壮一          | 清水久敏 | 小平佳幸、長谷部敦志                             | 坂口安吾《明治開化 安吾捕物帖 "愚妖"》、《白痴》                       |
| 第8話  | 楽園の王             | 樂園之王         | 會川昇 | 黒川智之          | 黒川智之 | 日下部智津子、根岸宏行 伊藤秀樹                  | 坂口安吾《明治開化 安吾捕物帖 "愚妖"》、《選挙殺人事件》               |
| 第9話  | 海勝麟六の犯罪       | 海勝麟六的犯罪   | 會川昇 | 和田純一          | 京極尚彦 | 竹知仁美、冨澤佳也乃 中山初絵、稲吉朝子 糸島雅彦 | 坂口安吾《明治開化 安吾捕物帖 "冷笑鬼"》、《赤罠》                     |
| 第10話 | 海勝麟六の葬送       | 海勝麟六的葬送   | 會川昇 | 木村隆一          | 高橋健司 | 矢崎優子、村井孝司 斉藤英子、武本大介            | 坂口安吾《明治開化 安吾捕物帖 "冷笑鬼"》、《赤罠》                     |
| 最終話 | 私はただ探している   | 我唯有尋找       | 會川昇 | 長崎健司 水島精二 | 清水久敏 | 出雲誉明、長谷部敦志 青野厚司、小田嶋瞳          | 坂口安吾《明治開化 安吾捕物帖 "冷笑鬼"》、《赤罠》、《余はベンメイす》 |

## 播放电视台
| 播放地区   | 播放电视台     | 播放日期                       | 播放时间                   | 备注                     |
| ---------- | -------------- | ------------------------------ | -------------------------- | ------------------------ |
| 关东广播圈 | 富士電視台     | 2011年10月13日 - 12月22日      | 星期四 24時45分 - 25時15分 | 製作委員会参加，字幕放送 |
| 近畿广播圈 | 關西電視台     | 2011年10月18日 - 12月27日      | 星期二 25時58分 - 26時28分 | 字幕放送                 |
| 福岛县     | 福島電視台     | 2011年10月19日 - 2012年1月11日 | 星期三 25時05分 - 25時35分 | 字幕放送                 |
| 新潟县     | 新潟綜合電視台 | 2011年10月19日 - 2012年1月11日 | 星期三 25時30分 - 26時00分 | 字幕放送                 |
| 中京广播圈 | 東海電視台     | 2011年10月20日 - 2012年1月12日 | 星期四 26時05分 - 26時35分 | 字幕放送                 |
| 佐贺县     | 佐賀電視台     | 2011年10月21日 - 12月30日      | 星期五 25時05分 - 25時35分 |                          |
| 山形县     | 櫻桃電視台     | 2011年10月22日 - 2012年1月14日 | 星期六 25時05分 - 25時35分 |                          |
| 秋田县     | 秋田電視台     | 2011年10月22日 - 2012年1月14日 | 星期六 25時35分 - 26時05分 | 字幕放送                 |
| 鹿儿岛县   | 鹿兒島電視台   | 2011年10月22日 - 2012年1月14日 | 星期六 25時35分 - 26時05分 | 字幕放送                 |
| 熊本縣     | 熊本電視台     | 2011年10月22日 - 2012年1月14日 | 星期六 26時05分 - 26時35分 |                          |
| 廣島縣     | 新廣島電視台   | 2011年10月24日 - 2012年1月16日 | 星期一 25時50分 - 26時20分 | 字幕放送                 |
| 宮城縣     | 仙台放送       | 2011年10月25日 - 2012年1月17日 | 星期二 25時45分 - 26時15分 |                          |
| 爱媛县     | 愛媛電視台     | 2011年10月26日 - 2012年1月11日 | 星期三 24時35分 - 25時05分 | 字幕放送                 |
| 岩手县     | 岩手可愛電視台 | 2011年10月26日 - 2012年1月18日 | 星期三 25時50分 - 26時20分 |                          |
| 靜岡縣     | 靜岡電視台     | 2011年10月27日 - 2012年1月19日 | 星期四 25時10分 - 25時40分 | 字幕放送                 |
| 日本全国   | BS富士         | 2011年10月29日 - 2012年1月14日 | 星期六 25時30分 - 26時00分 | 字幕放送                 |
| 北海道     | 北海道文化放送 | 2012年1月15日 - 2012年3月25日  | 星期日 25時45分 - 26時15分 | 字幕放送                 |

### 因果日記
《因果日記》（inganikki）是官方网站发布的以新十郎和因果的剧情总结的短編动画。
- 第一回 - 2011年10月5日配信
- 第二回 - 2011年10月7日配信
- 第三回 - 2011年10月9日配信
- 第四回 - 2011年10月12日配信
- 第五回 - 2011年10月13日配信
- 第六回 - 2011年11月10日配信
- 第七回 - 2011年11月15日配信
- 第八回 - 2011年12月1日配信
- 第九回 - 2011年12月8日配信
- 最終回 - 2011年12月22日配信

## 广播剧
DVD&Blu-ray各卷特典CD中收录的，由會川昇短編小説所改编的广播剧。
- 第1章
- 第2章
- 第3章
- 第4章

## 劇場版
《UN-GO episode:0 因果論》为东宝旗下影院于2011年11月19日两周内在电影播放结束后限定上映的短篇电影，长49分钟。改编自坂口安吾的《明治開化 安吾捕物帖 "魔教の怪"》《復員殺人事件》。以新十郎两年前与因果相遇的缘由，作为动画篇的前传。

### 剧情概述
主要以新十郎为了寻找贡献自己的机会，在外流浪时遇到由子等人和中学好友世良田莳郎，在一次卷入反政府武装的袭击中，遇到了因果。回国后，介入了「别天王会」教徒死亡事件，最终得知世良田莳郎在那次袭击中也遇到类似因果的存在——言灵别天王。世良田莳郎利用别天王的言灵能力造成了日本遇袭，教徒死亡的幻象，最终以世良田莳郎被言灵能力所害作结。海胜麟六也为其安排了新的身份（也就是结城新十郎的名字），新十郎也于当时对因果的承诺，在充满险诈的城市给予因果所期望的御魂。

### 制作人员
- 原案：坂口安吾「明治開化 安吾捕物帖」「復員殺人事件」
- 导演：水島精二
- 编剧：會川昇
- 人物设定：pako、
- 动画人物设计、总作画监督：稲留和美、矢崎優子、
- 美术设计：宮本崇、脇威志
- 作品设计：宮本崇、石垣純哉、柳瀬敬之
- 标识设计：海老川兼武
- 设计合作：赤石沢貴士
- 分镜：、増井壮一
- 演出：浅井義之、和田纯一
- 作画监督：斉藤荣子、村井孝司、松田刚吏
- 特效作画监督：藤井真吾
- 美術监督：脇威志
- 色彩设计：中山しほ子
- 摄影监督：佐佐木康太
- 音响监督：三間雅文
- 編集：吉武将人
- 音乐：NARASAKI
- 动画制作：ボンズ
- 製作：「UN-GO」製作委員会（索尼音乐娱乐、東寶株式會社、富士電視台、电通、BONES）
- 配給：東寶株式會社映像事業部

### 主題歌
片头曲
「How to go」
作詞：中村友美、江口亮
作詞：School Food Punishment、江口亮
編曲：江口亮
演唱：School Food Punishment
片尾曲
「Fantasy」
作詞、作曲、演唱：LAMA
插入曲

作詞：、作曲：
「あの素晴しい愛をもう一度」
作詞：北山修、作曲：加藤和彥
「少年期」
作詞：武田鐵矢 、作曲：佐孝康夫
「THE LIGHTBED」
演唱：COALTAR OF THE DEEPERS

## 漫画
Newtype Ace Vol.1（Newtype2011年10月号増刊）连载。全3卷。
漫画：山田J太，原典：「UN-GO」制作委員会，監修：BONES、「UN-GO」製作委員会
| 冊數 | 角川書店      | 角川書店               |
| 冊數 | 發售日期      | ISBN                   |
| ---- | ------------- | ---------------------- |
| 1    | 2012年5月8日  | ISBN 978-4-04-120160-2 |
| 2    | 2012年12月6日 | ISBN 978-4-04-120503-7 |
| 3    | 2013年8月8日  | ISBN 978-4-04-120748-2 |

GUNDAM ACE2011年10月号连载。全1卷。
故事脚本：會川昇，插画：pako，作画協力：
| 冊數 | 角川書店     | 角川書店               |
| 冊數 | 發售日期     | ISBN                   |
| ---- | ------------ | ---------------------- |
| 全   | 2012年5月8日 | ISBN 978-4-04-120279-1 |

## 外部連結
- （日語） 官方網站 （页面存档备份，存于）